# Катково (Псковская область)
Катково — деревня в Опочецком районе Псковской области России. Входит в состав Глубоковской волости.

## География
Расположена в 36 км к югу от города Опочка и в 8 км к западу от деревни Лобово.

## Население
| 2001 | 2002 | 2010 | 2013 | 2014 | 2015 | 2016 |
| ---- | ---- | ---- | ---- | ---- | ---- | ---- |
| 22   | ↘21  | ↘17  | ↗27  | ↘26  | ↗27  | →27  |

Численность населения по состоянию на начало 2001 года составляла 22 человека, на 2012 год — 28 человек.

## История
С 1995 до 2005 года деревня входила в состав ныне упразднённой Лобовской волости с центром в д. Лобово, с 2006 до 2015 года — в состав Звонской волости.